# Plaza del Grano
La plaza del Grano es una plaza situada en pleno casco antiguo de la ciudad de León (España). Aunque popularmente se la conoce como plaza del Grano, su nombre oficial es el de plaza de Santa María del Camino, al estar situada tras la iglesia homónima. Cuenta con un empedrado característico del León medieval.
Su nombre actual se debe a los mercados en los que se vendía grano y otros productos del campo, que tenían lugar aquí. 

## Situación
La plaza se encuentra en la zona sur del barrio húmedo, rodeada por la plaza de Don Gutierre y las calles de Carbajalas al norte, de Juan II y de Fernández Cardóniga al oeste y de los Herreros y el Escurial al sur, limitando al este con un bloque de viviendas junto a las murallas.
De estas calles, nacen de la plaza o desembocan en ella las calles de Juan II, de las Carbajalas, así como otros tres callejones.

## Fisionomía

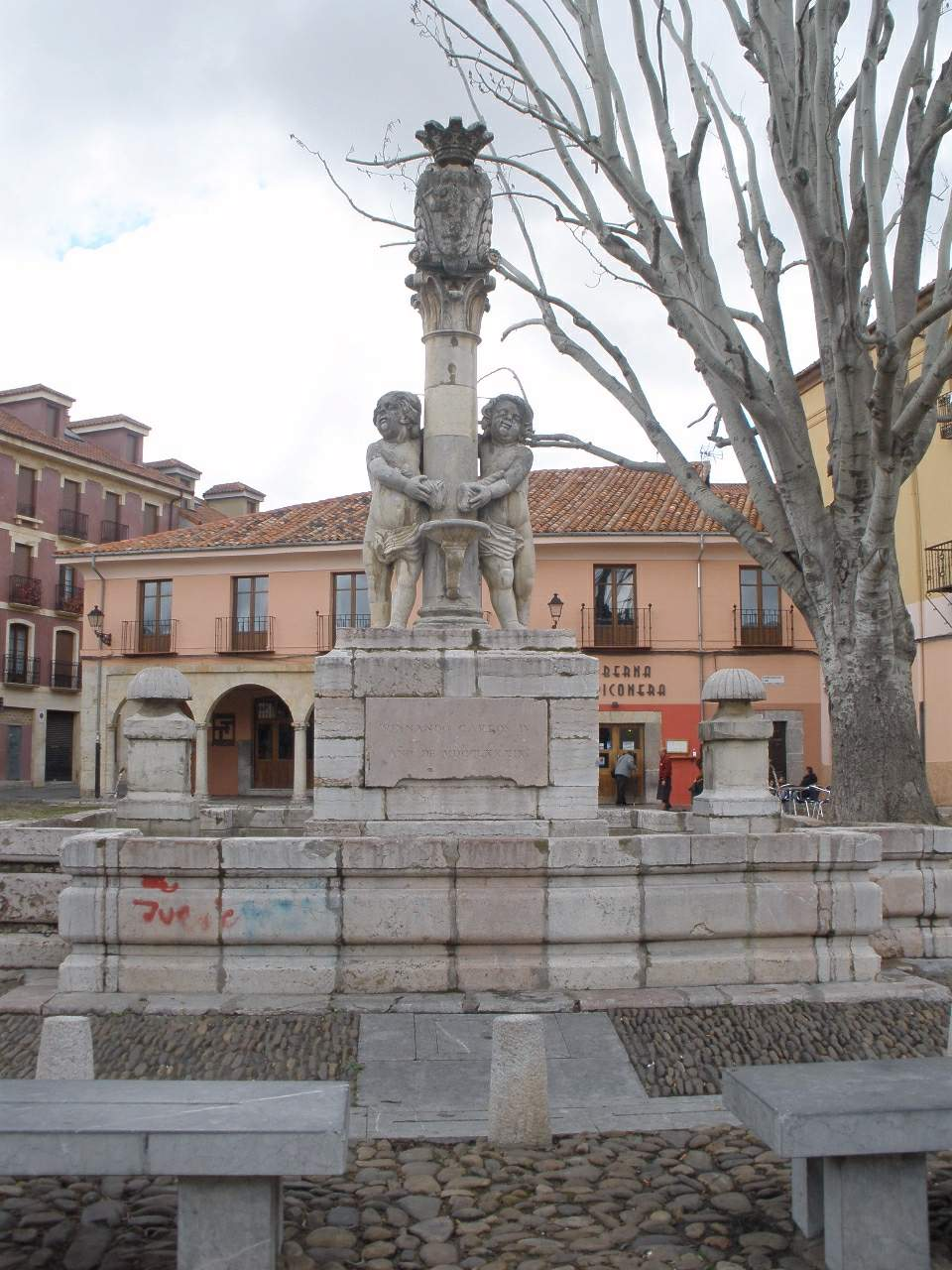
Fuente de la plaza

La plaza es de planta irregular y se encuentra parcialmente porticada ya que, aunque en origen la totalidad de la plaza se encontraba porticada, el paso de los años ha hecho que los viejos inmuebles porticados hayan sido sustituidos por otros sin soportales.
El centro de la plaza se corona con una fuente con dos niños que representa la confluencia en la ciudad de los ríos Bernesga y Torío. La fuente está compuesta por un pedestal en el que se eleva una columna con base ática y capitel con hojas de acanto y espadaña y en lo alto dos escudos de la ciudad. Los niños están unidos a la columna, teniendo bajo sus brazos cruzados por la espalda una máscara de león que vierte agua en un cuenco.
Junto a esta escultura se encuentra una segunda, esta vez una cruz de piedra de base cuadrada en la que los cofrades de Santa María "in sábato" le cantaban la Salve. Esta cruz era así mismo la picota de la ciudad donde según la tradición se apareció la Virgen un 9 de febrero.

## Usos
En alguna ocasión ha albergado el mercado medieval de la ciudad en las fiestas de San Froilán y también actuaciones de carácter folclórico. Sin embargo, estos usos son marginales y la plaza permanece actualmente sin más uso que el de los turistas y lugareños que pasean por ella.